# Blasfemia (vino)
Blasfemia es un vino argentino, parte de Cervecería Quilmes. Se caracteriza por distribuirse en presentación de lata de 269ml, a diferencia de la presentación en botella de vidrio, más habitual en el mercado argentino.
Es producido por la empresa Origin Wines en Mendoza, desde 2019. Busca posicionarse en el mercado joven, tanto por su presentación como por contener una menor graduación alcohólica que otros vinos.

## Historia
Luego de que en 2018 el Instituto Nacional de Vitivinicultura (INV) de Argentina aprobara el fraccionamiento de vino en latas de acero inoxidable, diversas empresas comenzaron a planificar lanzamientos en este nuevo formato, que permite la venta fraccionada a un volumen similar al de una copa, con el objetivo de frenar la pérdida de mercado del vino en manos de la cerveza.
La Cervecería y maltería Quilmes, a través de una unidad de negocios denominada ZX Ventures, junto con el lanzamiento de botellas de vino para consumo individual, lanzó Blasfemia durante el año 2019. Debido a que el INV requiere que la bebida sea envasada en origen, la misma es fraccionada en Mendoza, en la bodega del grupo suizo Origin Wines

## Varietales
Desde su lanzamiento, la marca comercializa tres varietales:
- Tinto: Es un blend Malbec-Syrah (Alcohol 13% v/v. y azúcar 1%)[8]
- Blanco gasificado: Es un blend Chenin-Torrontés (Alcohol 11% v/v. y azúcar 0,7%)[9]
- Rosado gasificado: (Alcohol 12% v/v. y azúcar 0,5%)